# ستيف بيكر (لاعب هوكي الجليد)
ستيف بيكر (بالإنجليزية: Steve Baker)‏ هو لاعب هوكي الجليد أمريكي، ولد في 6 مايو 1957 في بوسطن في الولايات المتحدة.

## وصلات خارجية
- ستيف بيكر على موقع دوري الهوكي الوطني (الإنجليزية)
- ستيف بيكر على موقع قاعة مشاهير الهوكي (لاعب أن.إتش.أل) (الإنجليزية)
- ستيف بيكر على موقع EliteProspects.com (الإنجليزية)
- ستيف بيكر على موقع HockeyDB.com (الإنجليزية)
- ستيف بيكر على موقع Hockey-Reference.com (الإنجليزية)